# 圣米歇尔德泽
圣米歇尔德泽（法語：Saint-Michel-d'Euzet，法語發音：[sɛ̃ miʃɛl døzɛ]）是法国加尔省的一个市镇，位于该省东北部，属于尼姆区。

## 地理
圣米歇尔德泽（44°12'5"N, 4°32'39"E）面积10.36 平方千米，位于法国奧克西塔尼大區加尔省，该省份为法国南部沿海省份，南端濒地中海，北起顺时针与阿尔代什省、沃克吕兹省、罗讷河口省、埃罗省、阿韦龙省和洛泽尔省接壤。
与圣米歇尔德泽接壤的市镇（或旧市镇、城区）包括：卡尔桑、塞兹河畔拉罗克、萨布朗、圣热尔韦、圣洛朗德卡尔诺尔、圣波莱德凯松。

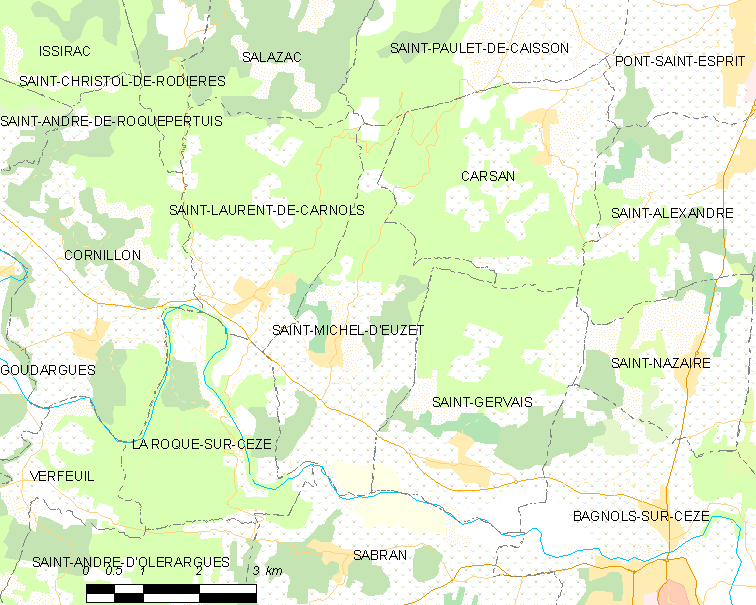
圣米歇尔德泽的OSM定位图

圣米歇尔德泽的时区为UTC+01:00、UTC+02:00（夏令时）。

## 行政
圣米歇尔德泽的邮政编码为30200，INSEE市镇编码为30287。

## 政治
圣米歇尔德泽所属的省级选区为蓬圣埃斯普里县。

## 人口

1962-2008年间圣米歇尔德泽人口变化图示

圣米歇尔德泽于2022年1月1日时的人口数量为719人。